# Zöld Párt (Írország)
A Zöld Pártot 1981-ben alapította Dublinban Christopher Fettes. 1983-tól Zöld Szövetség, 1987-től Zöld Párt néven működtek.
Az Ír Zöld Párt képviselőinek helyük van az Európai Parlamentben is. 2007. június 14-én egyetértve a kormány programjával bekerült a parlamentbe Fianna Fáillel és a demokratákkal. 1982-ben indultak elsőnek választásokon. 1984-ben nevet váltva szerepelt az Európai Parlamenti választásokon a Zöld Párt. 1994-ben Nuala Ahern bekerült az Európai Parlamentbe.
A 2020-as általános választásokon 12 képviselőjük került be a Dáil Éireannba.